# Újezd (Žďár nad Sázavou-i járás)
Újezd település Csehországban, a Žďár nad Sázavou-i járásban. Újezd Rudolec, Pokojov, Sirákov, Březí nad Oslavou, Bohdalov, Nové Veselí, Nížkov és Matějov településekkel határos. Lakosainak száma 278 fő (2024. január 1.).

## Népesség
A település lakosságának változását az alábbi diagram mutatja:
| Lakosok száma | 276  | 327  | 302  | 248  | 244  | 239  | 262  | 251  | 279  | 278  |
|               | 1869 | 1890 | 1921 | 1950 | 1980 | 2001 | 2017 | 2019 | 2022 | 2024 |